# Île Kavala
Île Kavala är en ö i Tanganyikasjön i Kongo-Kinshasa. Den ligger i provinsen Tanganyika, i den sydöstra delen av landet, 1 600 km öster om huvudstaden Kinshasa.